# 冯家川乡
冯家川乡，是中华人民共和国山西省忻州市保德县下辖的一个乡镇级行政单位。

## 行政区划
冯家川乡下辖以下地区：
后川村、王家占村、神山村、孙家里村、龙驼沟村、武家沟村、冯家川村、沙坪村、翟家塔村、黑土峁村、韩家里村、冯家沟村、庙上村、高家塔村、王家里村、冯家塔村、佃子梁村、石家里村和元塔村。